# ねぇ、どうして
｢ねぇ、どうして｣は、曽根由希江の4thシングル。2012年4月25日にドリーミュージックより発売。

## 概要
- 距離が近いと思ってた相手の心は実は遠かった。近くて遠い彼への片想いを歌ったセツナラブソング第2弾。
- 初回盤はDVD付き。

## 収録曲
全曲　作詞・作曲：曽根由希江

### 通常盤
1. ねぇ、どうして
編曲：藤井理央
2. 手をたたこう
編曲：根岸貴幸
3. 君のとなりに ‐弾き語りバージョン‐
編曲：藤井理央
4. ねぇ、どうして‐Vocal-less Track‐
5. 手をたたこう‐Vocal-less Track‐

### 初回盤

#### CD
1. ねぇ、どうして
2. 手をたたこう
3. New days ‐弾き語りバージョン‐
編曲：藤井理央
4. ねぇ、どうして‐Vocal-less Track‐
5. 手をたたこう‐Vocal-less Track‐

#### DVD
1. ねぇ、どうして（PV）
2. ねぇ、どうして（PVメイキング映像）

## タイアップ
- ねぇ、どうして:フジテレビフラワーネット 2012年4月～5月 TVCM イメージソング
- 手をたたこう:プレナスなでしこリーグ/プレナスチャレンジリーグ 2012オフィシャルソング